# Kevin Ayers
Pour les articles homonymes, voir Ayers.
Kevin Ayers, né le 16 août 1944 à Herne Bay (Angleterre) et mort le 18 février 2013 à Montolieu (France), est un guitariste, bassiste, compositeur et chanteur britannique. Rattaché à l’École de Canterbury à ses débuts, il co-fonde le groupe de rock expérimental Soft Machine. S'il quitte la formation deux ans plus tard, il invite fréquemment ses anciens camarades sur ses albums solo postérieurs.
Après avoir assuré la première partie de la tournée américaine de The Jimi Hendrix Experience avec Soft Machine, Ayers se retire dans un petit appartement londonien où il compose son premier album, Joy of a Toy (1969). Pour jouer ses compositions sur scène, il s'entoure de la formation The Whole World qui participera par la suite à Shooting at the Moon (1970), deuxième album porté par le titre May I ?. Cet album illustre bien la dimension dichotomique de l'œuvre ayersienne, voguant entre ballades romantiques et rock expérimental. Son troisième album, Whatevershebringswesing (1971), reste dans cette veine. Le titre éponyme et Stranger in Blue Suede Shoes révèlent les talents d'un jeune multi-instrumentiste, Mike Oldfield, qui est engagé comme bassiste. Sur la proposition de celui-ci, Kevin Ayers lui laisse rapidement jouer les parties de guitare.
Après son quatrième album Bananamour (1973), il quitte Harvest Records en 1974 pour rejoindre Island (il solde son contrat avec Harvest en 1980 avec That's What You Get Babe) et collabore avec de nombreux musiciens de la scène britannique (Brian Eno, John Cale, Nico, Elton John). Ayers offre un ultime coup d'éclat avec The Unfairground (2007), album du retour, mais aussi du départ, car il est son dernier.

## Biographie

### Jeunesse
Né à Herne Bay, dans le Kent en Angleterre, Kevin Ayers est le fils du producteur de la BBC Rowan Ayers. Après le divorce de ses parents et le mariage de sa mère avec un fonctionnaire britannique, Ayers passe la plus grande partie de son enfance en Malaisie. Là, il dit se familiariser aux plaisirs simples et à la vie paisible. À l'âge de douze ans, il retourne en Angleterre, dans le Kent. Quelque peu déraciné, il trouve finalement du réconfort auprès de quelques jeunes de son lycée dont Brian et Hugh Hopper, Mike Ratledge et Robert Wyatt, avec lesquels il développe son goût pour la musique ,.
En 1964, Kevin Ayers et Robert Wyatt décident de passer leurs vacances d'été à Deia, commune située sur l'île de Majorque aux Baléares, où ils résident chez l'écrivain Robert Graves, ami de la mère de Robert, et où Daevid Allen les rejoint. Au milieu d'invités plus ou moins artistes, consommant à l'occasion diverses substances psychotropes, les trois jeunes gens passent nonchalamment l'été à répéter.

### L’École de Canterbury

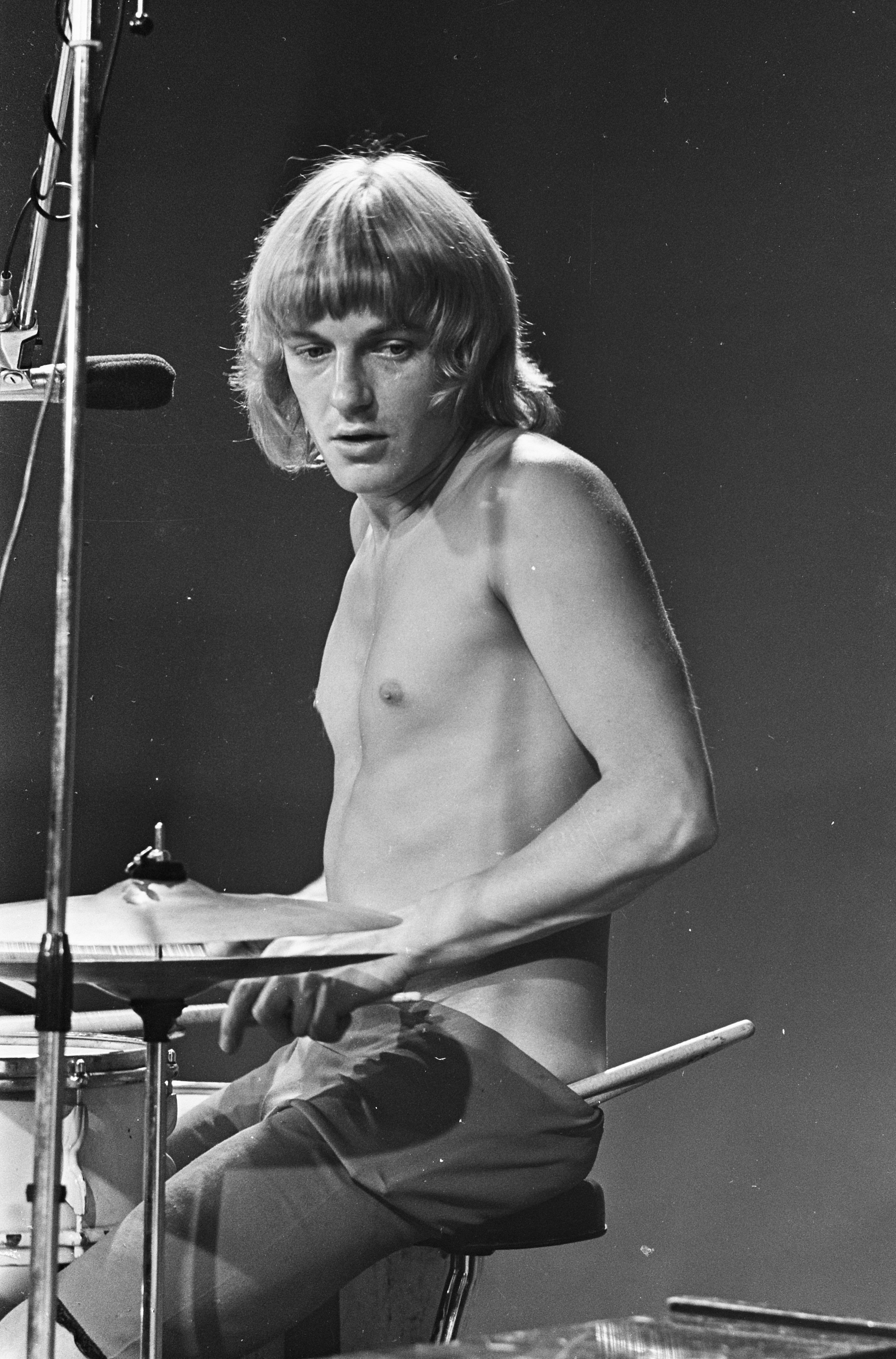
Robert Wyatt sur le plateau de l'émission de télévision néerlandaise Hoepla en 1967

Au début de ses études universitaires, l'objectif de faire de la musique une occupation à plein temps se précise, et il commence à prendre part à la scène musicale de Canterbury où il se rapproche, entre autres, des Pink Floyd. Les groupes se forment et se défont, et à l'automne 1964 il intègre The Wilde Flowers, groupe de rock'n'roll amateur formé par les frères Brian et Hugh Hopper dans lequel il s'initie au chant aux côtés de Robert Wyatt (batterie) et Richard Sinclair (guitare rythmique). L'expérience est formatrice mais de courte durée, Kevin Ayers retournant à Deia avec Daevid Allen pour passer l'été 1965. Il ne réintègre pas  à  l'automne le groupe, qui intègre de nouveaux musiciens avant de se dissoudre en 1967. De nombreux membres de The Wilde Flowers formeront cependant plusieurs groupes phares de l’École de Canterbury (Soft Machine, Caravan, Matching Mole, Gong), et continueront régulièrement à collaborer ensemble sur différents projets (Joy of a toy, The Peel Sessions 1971/1974, June 1, 1974, ...)

### Percée avec Soft Machine
En 1966, Kevin Ayers et Robert Wyatt rejoignent le claviériste Mike Ratledge et le guitariste Daevid Allen pour former Soft Machine. En plus de jouer de la basse et de la guitare, Ayers partage la voix avec le batteur Robert Wyatt. Le contraste entre le baryton d'Ayers et le ténor à anche de Wyatt ainsi que le mélange libre d'influences rock et jazz leur permet de développer un nouveau son particulier dans le paysage musical britannique de la fin des années 1960. L'UFO Club, bien que son existence fût brève, devient la plateforme où Soft Machine croise et recroise le chemin des musiciens psychédéliques anglais.
Leur premier single Love Makes Sweet Music/Feelin Reelin Squeelin sort en février 1967, ce qui en fait l'un des premiers enregistrements du nouveau mouvement psychédélique britannique. Leur premier album, The Soft Machine, est enregistré aux États-Unis pour ABC/Probe et sort en 1968. Il est considéré comme un classique du genre. Alors que le groupe trouve quelques curieux en France lors des Nuits psychédéliques dont Jean-Luc Godard et Claude Lelouch, Ayers va même jusqu'à dire que les fans sont plus nombreux en France qu'outre-Manche. Il quitte Soft Machine après l'épuisante tournée américaine en première partie de The Jimi Hendrix Experience, mais aussi car la formation prend un virage plus jazz et qu'il se considère plus comme un compositeur de chansons que comme un instrumentiste[réf. nécessaire].

### Carrière solo

#### 1969 - 1976: Une nonchalance productive

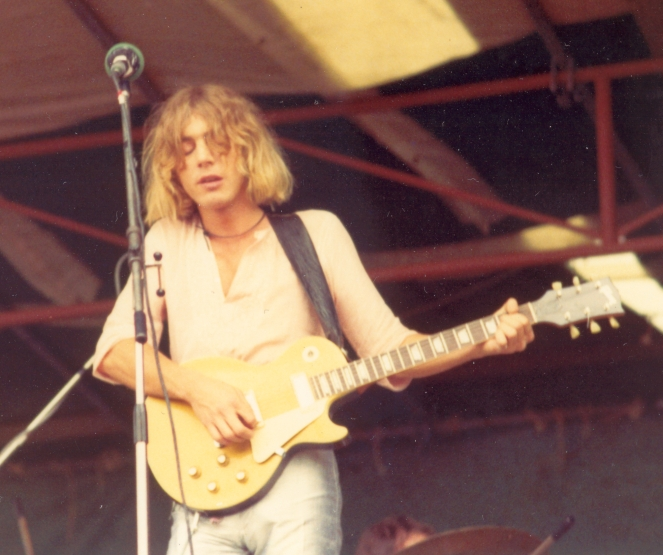
Kevin Ayers au concert gratuit de Hyde Park le 29 juin 1974

Pour son premier album Joy of a Toy, sorti en 1969, Ayers a beaucoup de liberté et peut laisser libre cours à ses expérimentations. L'album est l'un des premiers à sortir sur le nouveau label Harvest aux côtés de Ummagumma de Pink Floyd. Il convie d'ailleurs Syd Barrett à faire les chœurs sur Religious Experience (Singing a Song in the Morning) et lui rend hommage trois ans plus tard avec le morceau Oh! Wot a Dream!. L'album passe de la musique de cirque avec le premier morceau, à la pastorale Girl on a Swing, pour enfin embrasser le romantisme avec Lady Rachel, le tout porté par le baryton indolent d'Ayers. Les confrères de Soft Machine apportent leur soutien, notamment sur des titres plus jazzy comme Song for Insane Times.
En 1971, Kevin Ayers participe à la première tournée de Gong au Royaume-Uni et joue un rôle déterminant dans l'intégration de Steve Hillage dans Gong en 1972, alors que celui-ci participe à la tournée française de Kevin Ayers.
Un deuxième album, Shooting at the Moon, suit rapidement. Pour celui-ci, Ayers crée la formation The Whole World, comprenant le jeune Mike Oldfield à la basse et parfois à la guitare principale, le compositeur d'avant-garde David Bedford aux claviers et le saxophoniste improvisateur Lol Coxhill. Une fois de plus, Ayers propose une œuvre oscillant entre des ballades insouciantes comme Clarence in Wonderland et May I ?, et l'expérimentation avant-gardiste de chansons comme Reinhardt and Geraldine et Underwater.
En 1971, il commence à enregistrer ce qui sera son album le plus apprécié, Whatevershebringswesing, accompagné de membres de Gong et de son précédent groupe de soutien The Whole World. Encensé par la presse musicale anglo-saxonne (NME, Record Mirror et Rolling Stone...), l'album concrétise toutes les aspirations musicales qu'Ayers nourrissait depuis la création de Soft Machine. La chanson éponyme, avec l'accompagnement à la guitare de Mike Oldfield et les harmonies de Robert Wyatt, est emblématique de la production d'Ayers dans les années 1970.

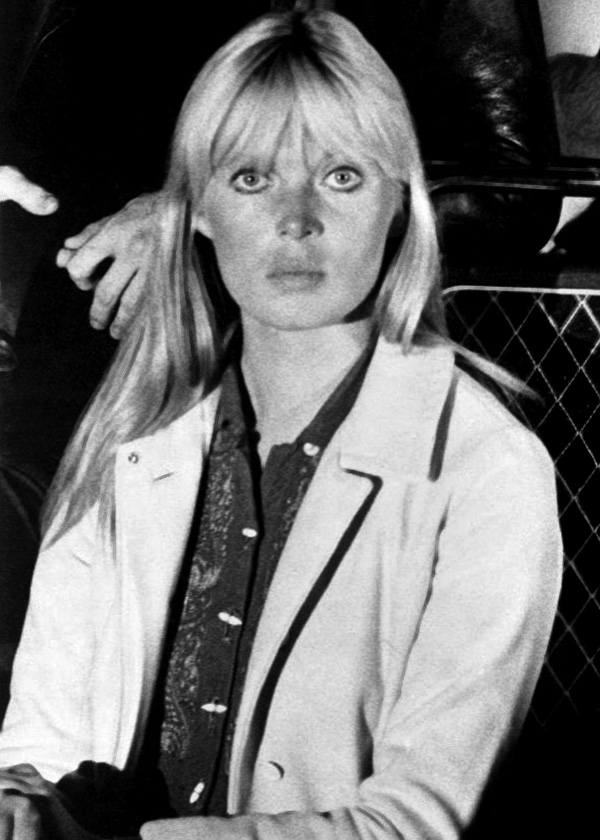
Nico à l'époque du Velvet Underground en 1966.

Bananamour, quatrième album studio, contient certains de ses enregistrements les plus populaires, notamment Shouting in a Bucket Blues et son hommage à Syd Barrett, Oh ! Wot A Dream. La pièce maîtresse de l'album est Decadence, un portrait de Nico.
1974 est une année charnière pour Ayers. En plus de toucher un public grandissant, il contribue à mettre en lumière d'autres artistes via son label Banana Productions (Virgin/Caroline). Ainsi, il participe à l'enregistrement de l'album spoken word Lady June's Linguistic Leprosy de la poétesse Lady June (June Campbell Cramer).
The Confessions of Dr. Dream and Other Stories marque le passage de kevin Ayers sur le label Island Records. La production est plus étoffée, mais également plus coûteuse. Kevin Ayers cite les coûts d'enregistrement dans une interview au NME en 1974 comme dépassant les 32 000 £ (un chiffre considérable à l'époque). Sur cet album, Mike Oldfield signe son retour quand le guitariste Ollie Halsall, du groupe de rock progressif Patto, entame une collaboration de vingt ans avec Ayers.
Le 1er juin 1974, Ayers est la tête d'affiche d'un concert très médiatisé au Rainbow Theatre de Londres, accompagné entre autres de Robert Wyatt, John Cale, Nico, Brian Eno et Mike Oldfield. Le concert est publié par Island Records 27 jours plus tard sur le disque live June 1, 1974. Les tensions sont un peu vives lors de cet événement, car la veille, John Cale a surpris Ayers en train de coucher avec sa femme, épisode qui lui inspire la chanson Guts figurant sur son album Slow Dazzle.
En 1976, Ayers retourne sur son label d'origine Harvest et sort Yes We Have No Mañanas (So Get Your Mañanas Today). L'album se vend bien et permet à Ayers d'obtenir un nouveau contrat américain avec ABC Records. Le disque contient des contributions de B.J. Cole (en) et Zoot Money (en). La même année, Harvest sort la collection Odd Ditties, qui rassemble un groupe de chansons qu'Ayers avait consignées en faces B de 45 tours ou laissées inédites.

#### 1978 - 1992: Eloignement de l'industrie musicale

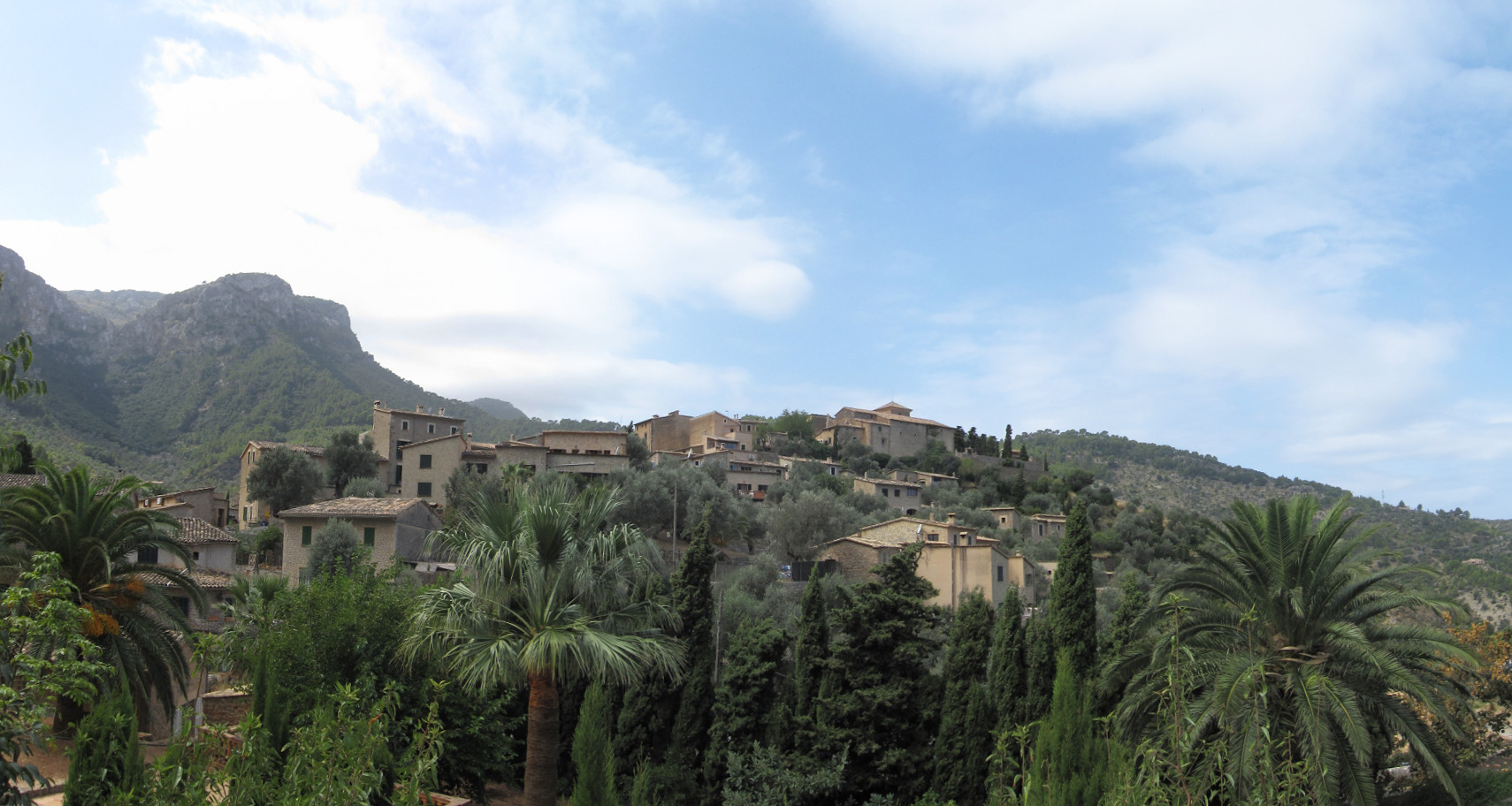
Deià, à Majorque, île méditerranéenne où s'est retiré Kevin Ayers

À la fin des années 1970 et dans les années 1980, Ayers s'exile en Espagne sur l'île de Majorque, et retourne à Deià où il fuit les changements de mode musicale et devient dépendant à la drogue. Rainbow Takeaway sort en 1978, That's What You Get Babe en 1980 et son dixième album Diamond Jack and the Queen of Pain sorti en 1983, achève ce qui s'apparente à une fin de cycle. Dans une interview accordée à BBC Radio 1 en 1992, il déclare qu'il n'a « pratiquement aucun souvenir de la réalisation de ces disques » et que vivre à Deià était « une très mauvaise décision de [sa] part. [sa] carrière était sur le déclin ».
Ayers sort deux autres albums solo, Deià...Vu en 1984 et As Close As You Think en 1986 qui se vendent moins que ses premiers albums. Le chemin du retour est marqué par le titre prophétique de 1988, "Falling Up", qui reçoit ses premiers avis positifs de la presse depuis des années. En 1988, il enregistre également une piste vocale pour le single de Mike Oldfield, "Flying Start". Les paroles de cette chanson contiennent de nombreuses références à la vie d'Ayers. Malgré l'accueil positif de "Falling Up", Ayers s'est presque complètement retiré de toute scène publique. Un album acoustique Still Life with Guitar, enregistré avec Fairground Attraction, sort en France sur le label FNAC et est ensuite distribué dans toute l'Europe. Après une tournée européenne en avril/mai 1992, son partenaire musical Ollie Halsall meurt subitement d'une crise cardiaque liée à la drogue.

#### 2000 - 2013: Dernières années
En septembre 2007 il sort un nouvel album The Unfairground, suivi d'une tournée dans le monde entier.
Il réside dix ans en France, à Montolieu, dans l'Aude. Parfois, il joue de la guitare sur la terrasse du café du village, il y avait laissé une de ses guitares avec une petite pancarte sur laquelle était écrit : « Celui qui veut jouer joue ». Il y meurt pendant son sommeil le 18 février 2013.

## Thèmes et idées

### Hédonisme
Kevin Ayers s'imprègne de la culture bohème à Ibiza, en compagnie notamment de Daevid Allen. Ce dernier, précurseur du mouvement hippie en Europe et membre de Gong, initie Ayers à la poésie de la Beat Generation et notamment à celle de William Burroughs. Bien qu'il ait joué nu avec Soft Machine à Saint-Tropez, son hédonisme n'est pas celui du Sexe, Drogues et Rock'n'Roll car il rejette les excès de la scène musicale, en particulier les débordements liés au statut de la rock-star,.

### Libertinage
Selon Bernard MacMahon, Ayers incarna l'amour libre. De Lady Aspinall à Nico, de la femme de John Cale à la petite amie de Lou Reed, en passant par la femme de Richard Branson. L'aura de la rock-star participera à la saturation de Ayers vis-à-vis de l'industrie musicale, ce qui permet de nuancer l'étiquette libertine qu'on lui prête volontiers. Pour Ayers, « nouvelle petite amie, nouvel album », avant qu'elle ne parte, ce qui donne à la fois des chansons de rencontres et des chansons d'adieu ».

## Influences
Durant la période Soft Machine, Daevid Allen fait découvrir à Ayers des artistes comme William Burroughs, dont l'ouvrage The Soft Machine (Olympia Press-1961) inspire le nom du groupe, ou encore Terry Riley, dont l’œuvre répétitive In C pousse le chanteur-bassiste dans une approche de plus en plus expérimentale, laissant libre cours à son improvisation,.
Le personnage de Pierrot Lunaire se reflète dans la personnalité de Kevin Ayers tout comme le Pierrot lunaire (célèbre cycle de lieder composé en 1912 par l'autrichien Arnold Schoenberg), teinte la couleur des premiers albums. Ayers a d'ailleurs collaboré avec le clarinettiste Antony Pay, lui-même interprète de l’œuvre de Schœnberg, en compagnie de la mezzo-soprano Yvonne Minton, sous la direction de Pierre Boulez.

## Héritage
Le critique musical Nick Kent a déclaré : « Kevin Ayers et Syd Barrett étaient les deux personnes les plus importantes de la musique pop britannique. Tout ce qui est venu après est venu d'eux ».
| Artiste                     | Morceau                         | Année | Album/Performance          | Label                 |
| --------------------------- | ------------------------------- | ----- | -------------------------- | --------------------- |
| Henry Cow                   | We Did It Again                 | 1975  | Live                       |                       |
| Pascal Comelade             | We Did It Again (renommé Again) | 1980  | Ready-Made                 | The Orchard Music     |
| Gamine                      | May I ?                         | 1988  | Voilà les anges            | Barclay               |
| Bongwater                   | We Did It Again                 | 1988  | Double Bummer              | Shimmy Disc           |
| Paul Roland                 | Lady Rachel                     | 1992  | Strychnine                 | Paul Roland           |
| The Church                  | Decadence                       | 1999  | A Box Of Birds             | Unorthodox Recordings |
| of Montreal                 | Town Feeling                    | 2002  | Live                       |                       |
| The Monincs/Zinade          | Girl on a Swing/Soon            | 2007  | Play Kevin Ayers           | Duophonic Super 45s   |
| Seconde Chambre             | Decadence                       | 2008  | Victoires Prochaines 83-89 | Brouillard Définitif  |
| Damon Albarn & Graham Coxon | May I ?                         | 2013  | Live                       |                       |
| Allah-Las                   | Lady Rachel                     | 2015  | Lagniappe Session          | Aquarium Drunkard's   |

## Discographie

### Soft Machine
- The Soft Machine, (Record Plant 1968)

### Autres collaborations
- June 1, 1974 (Island, juin 1974) avec John Cale, Brian Eno, Nico: disque en public avec l'apparition de Robert Wyatt et Mike Oldfield.

### Solo
- 1969 : Joy of a Toy, par Kevin Ayers (Harvest)| 1.    | "Joy of a Toy Continued"           | 2:53 |
| 2.    | "Town Feeling"                     | 4:51 |
| 3.    | "The Clarietta Rag"                | 3:20 |
| 4.    | "Girl on a Swing"                  | 2:49 |
| 5.    | "Song for Insane Times"            | 4:01 |
| 6.    | "Stop This Train (Again Doing it)" | 6:06 |
| 7.    | "Eleanor's Cake (Which Ate Her)"   | 2:53 |
| 8.    | "The Lady Rachel"                  | 5:17 |
| 9.    | "Oleh Oleh Bandu Bandong"          | 5:35 |
| 10.   | "All This Crazy Gift of Time"      | 3:53 |
| 41:38 |                                    |      |

Pistes de la réédition de 2003
| 11.   | "Religious Experience (Singing a Song in the Morning)" (prise 9, featuring Syd Barrett) | 4:46 |
| 12.   | "The Lady Rachel" (premier mix étendu)                                                  | 6:42 |
| 13.   | "Soon Soon Soon"                                                                        | 3:23 |
| 14.   | "Religious Experience (Singing a Song in the Morning)" (prise 103)                      | 2:51 |
| 15.   | "The Lady Rachel" (version single)                                                      | 4:51 |
| 16.   | "Singing a Song in the Morning" (version single)                                        | 2:55 |
| 25:47 |                                                                                         |      |

- The Confessions of Dr. Dream and Other Stories (Island, mai 1974)
- Sweet Deceiver (Island, mars 1975)
- Yes We Have No Mañanas (So Get Your Mañanas Today) (juin 1976)
- Odd Ditties (1976) - (Collection de raretés et inédits)
- Rainbow Takeaway (avril 1978)
- That's What You Get Babe (février 1980)
- Diamond Jack and the Queen of Pain (juin 1983)
- Déjà...Vu (1984)
- As Close As You Think (juin 1986)
- Falling Up (février 1988)
- Still Life with Guitar (février 1992)
- Alive In California - Enregistrements public à Los Angeles et San Francisco en 1993, 1998 et 2000 - (Box-O-Plenty Records, Novembre 2004)
- Unfairground (septembre 2007)

### Filmographie
- Kevin Ayers & Friends - Live Spain TV (1981)
- Wild Thing, la folle histoire du rock (Jerome de Missolz, 2010)
- Les Illes Escollides (Sputnik, 2008)
- Romantic Warriors III: Canterbury Tales (José Zegarra Holder, Adele Schmidt, 2015)